# Christian Olsson (journalist)
För andra betydelser, se Christian Olsson.
Bengt Christian Olsson, född 15 november 1965 i Kävlinge, Skåne, är en svensk journalist, verksam vid Radiosporten samt programledare för Karlavagnen i P4.
Christian Olsson flyttade till Göteborg vid två års ålder, där han växte upp. Han hade tillsammans med en kompanjon en firma som hyrde ut akvarier. Olsson värvades som frilans till P4 Göteborg av Leif "Loket" Olsson som ansvarade för den lokala sportrapporteringen där på 1990-talet. Senare lämnade Olsson akvariefirman för att bli sportjournalist för Radiosporten i Stockholm. Han har numera en motsvarande tjänst i Göteborg.
Han har varit gift med journalisten Kristina Hedberg  och har tre barn med henne.